# Wacker Thun
El Wacker Thun es un equipo de balonmano profesional que juega en la máxima división de Suiza, la Nationalliga A. Juega sus partidos en el Sporthalle Lachen en la ciudad de Thun. Fue fundado en el año 1961 y sus mayores logros radican en una Liga en el 2013 y una EHF Challenge Cup en 2005.

## Palmarés
- Liga de Suiza:
  - Campeón (2): 2013, 2018
  - Finalista (3): 2003,  2012 y 2016
- Copas de Suiza
  - Campeón (6): 2002, 2006, 2012, 2013, 2017, 2019
  - Finalista (1): 2000
- EHF Challenge Cup:
  - Campeón (1): 2005
  - Finalista (1): 2012

## Plantilla 2024-25
|  | Porteros Extremos izquierdos - 9 Leon Lüthi - 21 Nino Gruber Extremos derechos - 4 Gabriel Felder - 5 Joshua Baumann - 6 Nils Kiener Pívots - 18 Yannick Schwab - 19 Stefan Huwyler - 31 Benjamin Meschke | Laterales - 10 Jonathan Buck - 11 Rudolf Faluvégi - 15 Yanic Baumann - 17 Damien Guignet - 22 Ivan Chernov - 26 Ron Delhees Centrales - 7 Martin Kocich - 8 Flavian Römmel - 20 Cedric Manse - 25 Leandro Römer - 36 Ante Gadža |